# Source Music
Source Music (кор. 쏘스뮤직) — южнокорейская звукозаписывающая компания и агентство по поиску талантов, основанная в ноябре 2009 года в Сеуле. Основатель и владелец — Со Сон Чжин. В июле 2019 года компания была приобретена корпорацией Hybe Corporation, что сделало компанию частью коллективного термина «Hybe Labels».
В настоящее время компания управляет женской группой Le Sserafim, а ранее управляла певицей Кан Ми Ён и женскими группами Glam и GFriend.

## История

### 2009–2014: Основание и первые артисты

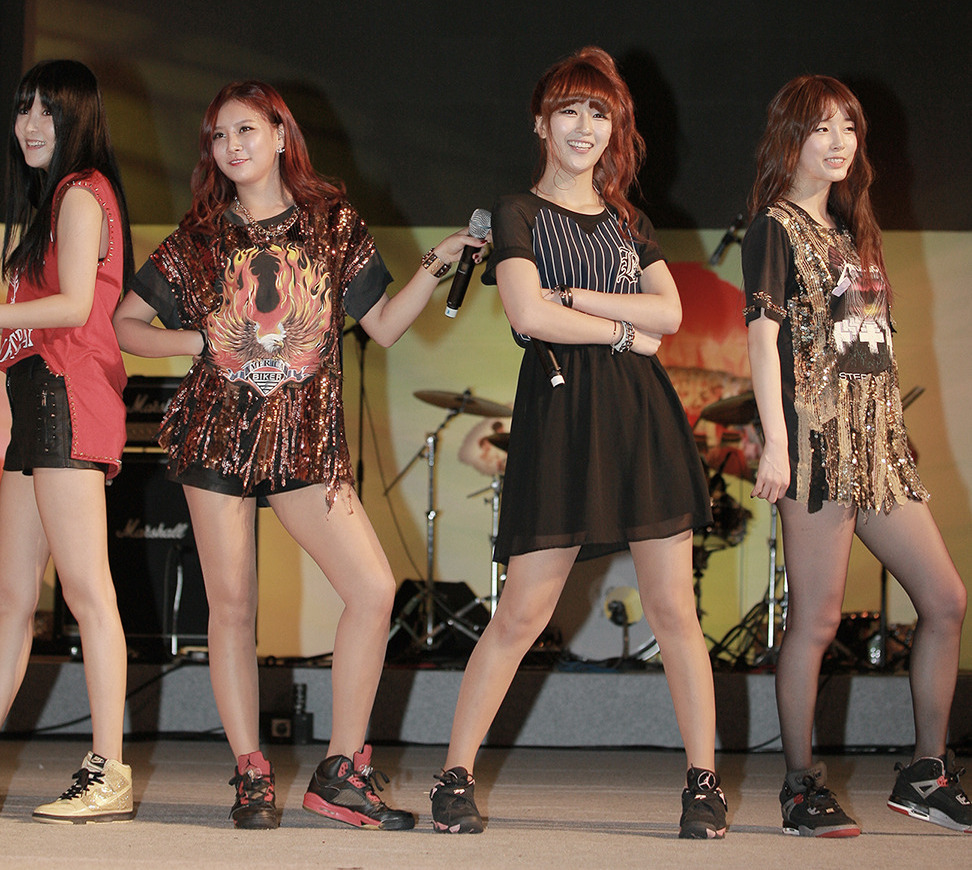
Glam в январе 2014

Source Music была основана 17 ноября 2009 года Со Сон Чжином, который был бывшим менеджером по подбору стажёров в SM Entertainment, а также президентом и главным исполнительным директором H2 Entertainment. В 2010 году первая в истории артистка лейбла, солистка Кан Ми Юн (ранее из Baby V.O.X) выпустила свой первый цифровой сингл под названием «Going Crazy». В музыкальном клипе приняли участие Ли Чжун и Мир из MBLAQ. Песня достигла 11-го места в национальном чарте Южной Кореи Gaon.
В 2012 году Glam была образована в результате совместного сотрудничества Source Music и Big Hit Entertainment и состояла из Дахи, Тринити, Зинни, Мисо и Джиён. После ухода Тринити они продолжили работу в составе группы из четырех человек. Группа действовала до 2014 года и была официально распущена в январе 2015 года, после того, как Дахи была приговорена к одному году тюремного заключения по делу о вымогательстве у актера Ли Бён Хона.

### 2015–2019: Дебют GFriend

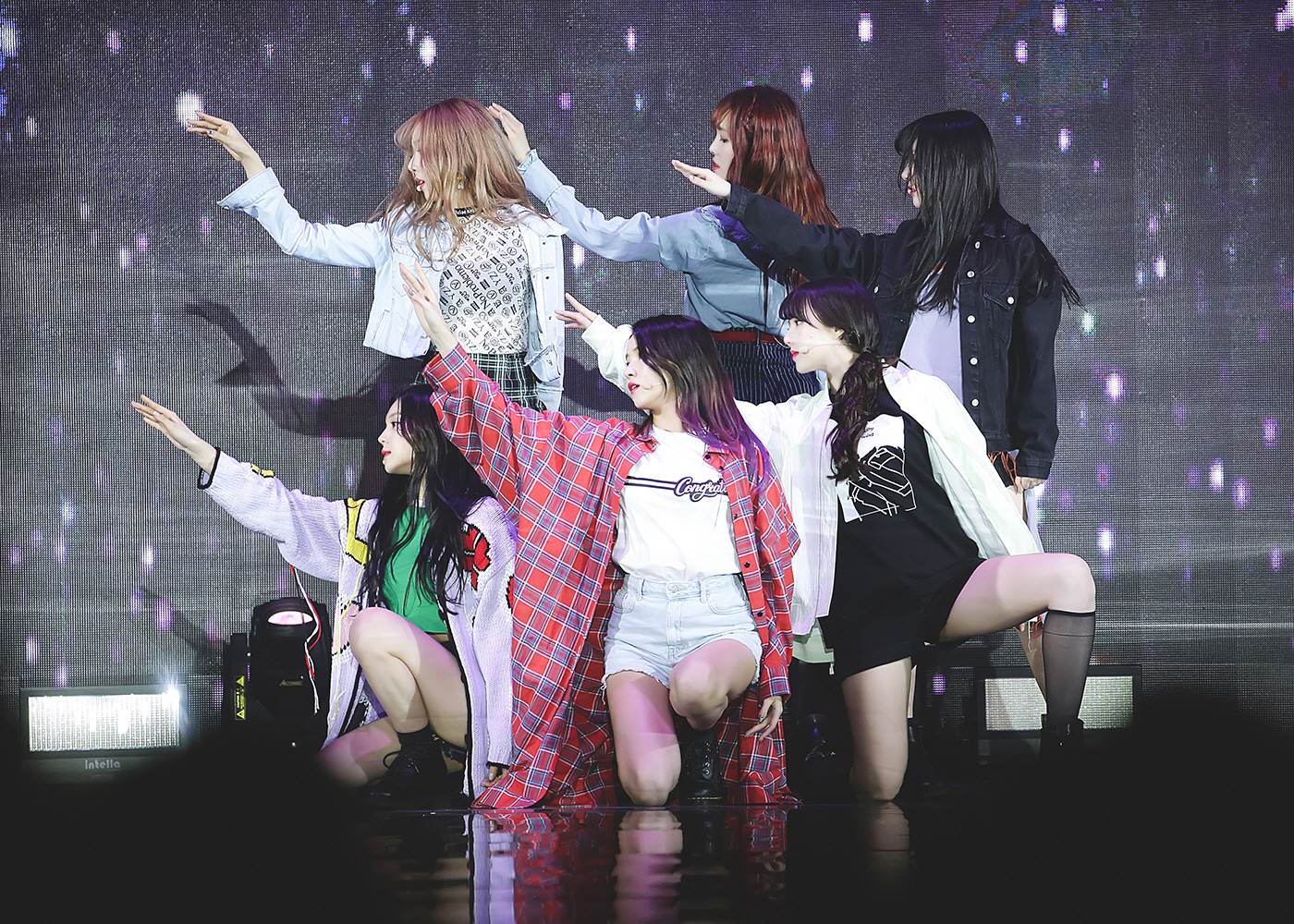
GFriend на Asia Model Awards в мае 2018 года.

В 2015 году быда сформирована первая женская группа компании GFriend. Группа состоит из шести участниц Совон, Йерин, Ынха, Юджу, Синби, и Омджи. Они дебютировали с мини-альбомом Season of Glass 15 января 2015 года.

### 2019–настоящее время: Приобретение корпорацией Hybe

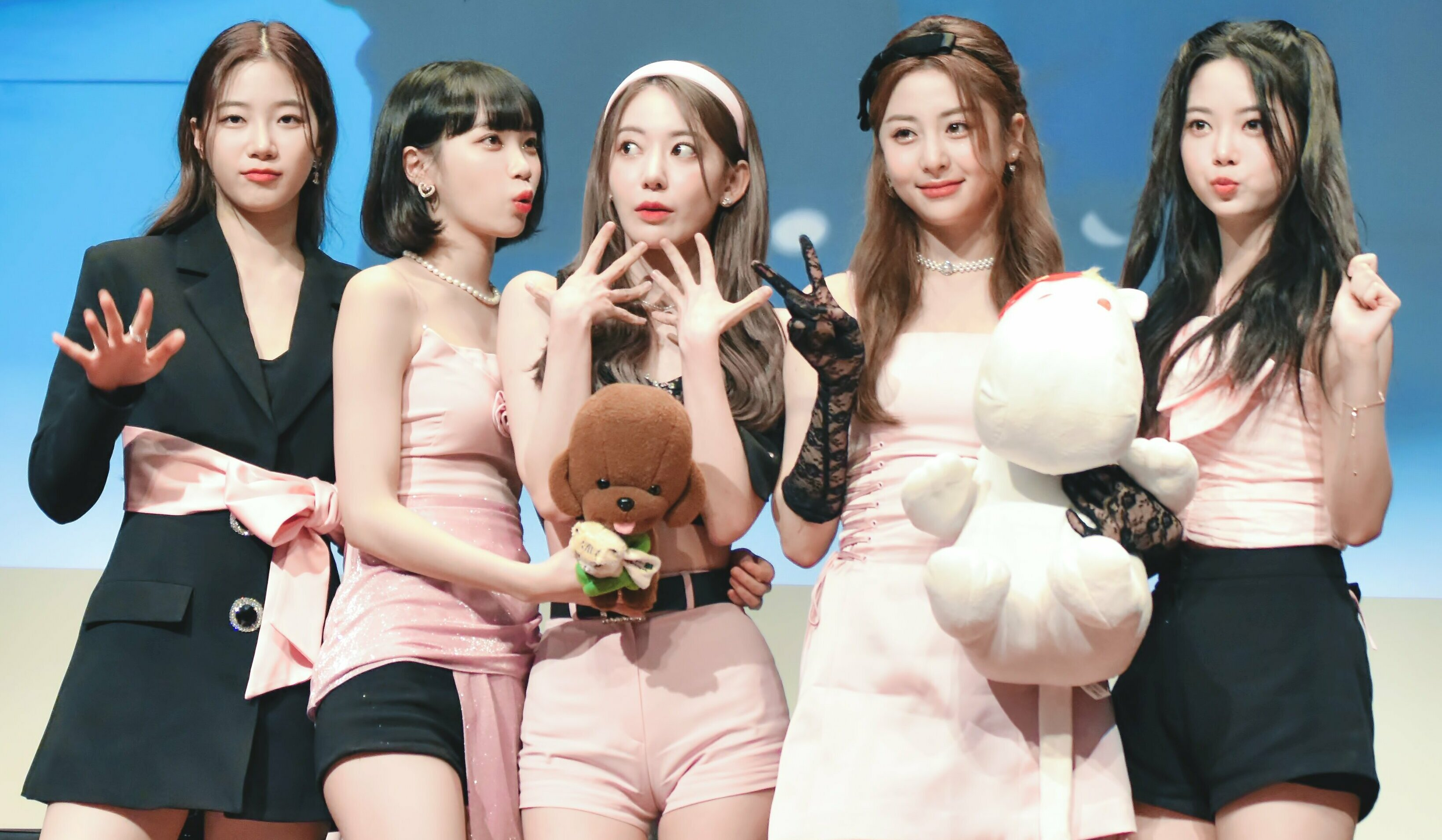
Le Sserafim в июне 2022 года.

В июле 2019 года Hybe Corporation (ранее Big Hit Entertainment) приобрела Source Music, превратив компанию в дочернюю компанию Hybe Labels, подразделения лейблов Hybe Corp., и сохранив существующее управление и стиль. 22 марта 2021 года Source Music, как и другие лейблы Hybe Labels, переехали в свою новую штаб-квартиру в торговом центре Йонсан, новую штаб-квартиру своей материнской компании Hybe Corporation. 31 марта официальный сайт Source Music сменил свой физический адрес на новое здание в Йонсане, Сеул.
После завершения шестилетнего контракта все участницы GFriend покинули компанию  22 мая 2021.
14 марта 2022 года бывшие участницы IZ*ONE Сакура Мияваки и Ким Чхэ Вон подписали эксклюзивные контракты с Source Music, а 2 мая дебютировали в качестве участниц Le Sserafim с мини-альбомом Fearless.
13 апреля 2022 года Корейская комиссия по защите личной информации оштрафовала компанию на 3 миллиона вон и вынесла постановление об исправлении положения за разглашение личной информации третьим лицам и неспособность защитить личную информацию. Source Music использовали анкету Google для возмещения членских взносов, связанных с роспуском группы GFriend, а личная информация 22 участников опроса была скомпрометирована из-за ненадлежащего раскрытия результатов опроса.

## Артисты

### Группы
- Le Sserafim

## Бывшие артисты
- 8Eight (2009–2014, совместно с Big Hit Music)
- Glam (2012–2015, совместно с Big Hit Music)[17]
- Eden Beatz (2012–2015)
- MI.O (2014–2018)
- Кан Ми Ён (2009–2014)
- GFriend (2015–2021)[18]